# Смоленський (Бистроістоцький район)
Смоле́нський (рос. Смоленский) — селище у складі Бистроістоцького району Алтайського краю, Росія. Входить до складу Хліборобної сільської ради.
Стара назва — отділення Смоленське совхоза Хліборобний.

## Населення
Населення — 375 осіб (2010; 426 у 2002).
Національний склад (станом на 2002 рік):
- росіяни — 97 %